# Kargow
Kargow település Németországban, Mecklenburg-Elő-Pomeránia tartományban. Lakosainak száma 672 fő (2023. december 31.).

## Népesség
A település népességének változása:
| Lakosok száma | 691  | 679  | 684  | 697  | 672  |
|               | 2017 | 2019 | 2021 | 2022 | 2023 |